# Кожан-Городецька волость
Кожан-Городецька волость — історична адміністративно-територіальна одиниця Пінського повіту Мінської губернії Російської імперії. Волосний центр — містечко Кожан-Городок.

## У складі Польщі
Ґміна Кожангрудек — колишня (1920—1928 рр.) сільська ґміна Лунинецького повіту Поліського воєводства Польської республіки. Центром ґміни було місто Кожан-Городок.
Ґміну Кожангрудек було ліквідовано розпорядженням Міністра внутрішніх справ Польщі 23 березня 1928 р., а поселення включені:
- до новоствореної сільської ґміни Лунінєц — села: Боровці, Бродниця, Двірець, Дятловичі, Язвинки, Язівка, Купівці, Рокитно, Вічин, Вілька, фільварки: Цна, Двірець, Язвинки, Любожерде, Новий-Двір, Тересин, Вілька, колонія: Язвинки, залізнична станція: Дятловичі, цегельня: Дятловичі;
- до сільської ґміни Лахва — села: Цна і Дребськ, містечко: Кожан-Городок і фільварок: Кожан-Городок.